# لوبرشتدت
لوبرشتدت (به آلمانی: Lübberstedt) یک شهر در آلمان است که در Hambergen واقع شده‌است. لوبرشتدت ۷۶۲ نفر جمعیت دارد.